# Riksvei 7
Riksvei 7 (fork. Rv7) er en norsk riksvei der går mellem Granvin, i  Hordaland fylke og Hønefoss i  Buskerud fylke. Den er en af hovedvejene mellem Østlandet og Vestlandet. Passagen af Eidfjorden sker i dag ved en færgeforbindelse, men vil fra august 2013 passere fjorden vha. Hardangerbroen.